# Penniverpa epidema
Penniverpa epidema är en tvåvingeart som beskrevs av Webb 2008. Penniverpa epidema ingår i släktet Penniverpa och familjen stilettflugor. Inga underarter finns listade i Catalogue of Life.